# Rožnov pod Radhoštěm
Rožnov pod Radhoštěm (en alemán Rosenau o Rožnau) es una ciudad checa de 16.584 habitantes (2015). Se encuentra en Moravia, en el este de la República Checa, en la región de Zlín, distrito de Vsetín. Rožnov está situado a 17 km de la ciudad de Vsetín, al pie de las montañas de Vsetínské vrchy, a orillas del río Rožnovská Bečva, a una altitud de 378 m s. n. m.
Es famosa sobre todo por su museo etnográfico al aire libre, Valašské muzeum v přírodě, que fue fundado en 1925 por Bohumír y Alois Jaroněk y es el museo de ese tipo más antiguo y más grande de Europa Central.

## Historia

### Orígenes
La primera mención de Rožnov pod Radhoštěm data del año 1267 y se encuentra en un documento del fundador de la ciudad, Bruno de Šaumburk, obispo de Olomouc. La existencia del castillo llamado Hradisko fue documentada en el año 1310. Junto con los castillos Helfštýn y Hukvaldy servía como protección de Moravia contra los invasores húngaros. Lo habitaban los señores de Kravaře, los Cimburk, el duque Petr de Semihradsko y el barón ladrón Jan de Messenberk. En 1539, el castillo fue parcialmente derribado por orden del emperador Fernando I. Hoy en día, del castillo solo quedan unas pocas ruinas.
Desde el año 1548 hasta el siglo XIX, los dueños de la ciudad fueron los Žerotín. Su dominio lo recuerda el león negro en el emblema de Rožnov. Durante esta época se desarrolló la vidriería, la tejeduría de lienzo y la muselina, la fábrica de papel (mencionada en 1687) y en 1712, gracias a Karel Jindřich de Žerotín, fue fundada una cervecería. Entre los años 1748 y 1752 fue construida, en lugar de una iglesia de madera, una iglesia nueva, consagrada a todos santos (kostel Všech svatých).

### El balneario
En 1796, gracias a un médico de Brno, František Kročák, quien se dio cuenta de los efectos curativos del clima local, fueron fundados los baños climáticos de Rožnov por Josef Drobník. Gracias a los médicos František Polanský y Vladislav Mladějovský, los balnearios ganaron una fama mundial. Los pacientes (sobre todo con problemas pulmonares y cardíacos) se curaban con cuajada, paseos, y más tarde también con baños y electroterapia. El balneario estuvo en auge a principios del siglo XX, y por sus cualidades se le comparaba con Davos en Suiza o Merano en Italia. Anualmente lo visitaban unos 3000 huéspedes, entre ellos por ejemplo el padre del psicoanálisis Sigmund Freud o el biólogo Gregor Mendel.  Durante los años 1934-35 fue construida una casa de convalecencia para el presidente checoslovaco Tomáš Garrigue Masaryk en la colina Kozinec. Sin embargo, no sirvió para su finalidad original durante mucho tiempo. Al final de la Segunda Guerra Mundial fue transformada en un hospital de sangre, más tarde en un centro de convalecencia de ROH (movimiento revolucionario del sindicato). El balneario fue cerrado en 1953. La casa cultural del parque municipal (Společenský dům) permanece como un recuerdo de los baños.

### Segunda mitad delsigloXX
En 1950, debido al rápido desarrollo de la empresa estatal Tesla Rožnov se empezó a edificar el barrio residencial más antiguo de Rožnov – Záhumení. Hay, a su vez, una exposición permanente de los esgrafiados del pintor académico Jan Kobzáň. En 2010 la tradición de producir cerveza fue restablecida. En ese año abrieron la cervecería reconstruida y los baños de cerveza.

## Transporte
En cuanto al transporte, un hecho importante fue la construcción de la línea ferroviaria entre Rožnov pod Radhoštěm y Krásno nad Bečvou (ahora parte de Valašské Meziříčí) en 1892.

## Museo
En 1925, el Valašské muzeum v přírodě (museo etnográfico al aire libre) fue fundado por Bohumír y Alois Jaroněk y es el museo de ese tipo más antiguo y más grande en Europa Central. Durante todo el año hay eventos culturales inspirados por el folclore, costumbres populares y oficios tradicionales. Consta de tres partes: Dřevěné městečko (ciudad de madera), Valašská dědina (pueblo valaco) y Mlýnská dolina (cuenca de molino). 
Dřevěné městečko es la parte más antigua. En 1925 trasladaron allí las casas de la plaza de Rožnov. En Dřevěné městečko se encuentra la iglesia de Santa Anna. Es una copia de la iglesia de madera quemada de Větřkovice. Alrededor de la iglesia está el cementerio Valašský Slavín donde se entierran los personajes famosos de la región, como por ejemplo el cuatro veces ganador de los juegos olímpicos y plusmarquista mundial en atletismo Emil Zátopek, el ganador de los Juegos Olímpicos en saltos de esquí y el primer esquiador checo del siglo XX, Jiří Raška, el ganador de los Juegos Olímpicos en lanzamiento de disco, Ludvík Daněk, los fundadores del museo Bohumír y Alois Jaroněk, el sacerdote evangélico y escritor (autor del libro infantil Broučci) Jan Karafiát, los escritores regionales Metoděj Jahn, Čeněk Kramoliš y Marie Podešvová o el paisajista Jaroslav Frydrych, entre otros.  
Valašská dědina es la parte más extensa. Hay más de 70 edificios, por ejemplo, edificios agrarios, majadas, establos, herrería, molino de viento. Como parte de la exposición también se crían de ovejas y otros típicos animales domésticos.
Mlýnská dolina es la parte más reciente, abierta desde 1982. Allí los visitantes pueden observar algunas edificaciones técnicas en funcionamiento (molino, tabla de lavar, sierra, almazara). La mayoría de los objetos expuestos son impulsados por el agua del canal del río Rožnovská Bečva.
Al museo pertenecen también dos albergues: Libušín (quemado en 2014) y Maměnka que se encuentran en Pustevny (collado cerca de la montaña Radhošť). Fueron diseñados por el arquitecto Dušan Jurkovič en el estilo de arte nuevo inspirado por la arquitectura folclórica.

## Lugares de interés
- Kostel Všech Svatých (Iglesia de Todos los Santos).
- Evangelický kostel (Iglesia evangélica).
- Valašské muzeum v přírodě s kostelem sv. Anny (Museo valaco al aire libre e Iglesia de santa Anna).
- Památník T.G.Masaryka (monumento de T.G. Masaryk en la plaza).
- Jurkovičova rozhledna na Karlově kopci (mirador de Jurkovič en la colina de Karel).
- Parque municipal.
- Rožnovský pivovar a rožnovské pivní lázně (cervecería y baños cerveceros de Rožnov).
- Hradisko (ruinas del castillo de Rožnov).

## Ciudades hermanadas
- Považská Bystrica, Eslovaquia.
- Śrem, Polonia.
- Bergen, Alemania.
- Körmend, Hungría.